# カール・コールマン
カール・コールマン（Carl Johan Calleman、1950年5月15日 - ）は、スウェーデンの医師である。マヤ暦を独自の視点と見解で分析している。

## 研究
2009年当時、マスコミが広く「2012年12月21日にマヤ暦が終わる」と喧伝していたが、マヤ暦の始まる日付を見直し、2011年10月28日と割り出した。また、その日付から生物の進化や歴史、情報技術の発展が一定の秩序で起こっていたことを証明した。この説は、2011年8月22日の日本テレビが放送した日本のテレビ番組、「不可思議探偵団」でも紹介された。
また、2004年頃には、「2007年11月頃に経済的な大波乱が起き、2008年11月以降にはドルの崩壊が本格化する」と警告していた。